# Born (månkrater)
För andra betydelser, se Born (olika betydelser).
Born är en 15 km stor nedslagskrater på månen. Born har fått sitt namn efter den tyske matematikern och fysikern Max Born.